# جيمي بوليو
جيمي بوليو هو فنان قصص مصورة كندي، ولد في 1974 في كندا.